# جورجا سورینا
جورجا سورینا (ایتالیایی: Giorgia Surina؛ زادهٔ ۸ مارس ۱۹۷۵) بازیگر و مجری تلویزیون اهل ایتالیا است.
وی دختر پدری اهل کرواسی و مادری از پولیا، در کورسیکو بزرگ شد؛ دیپلم مؤسسه فنی و اقتصادی (در رشتهٔ کارشناسی امور شرکتی و مکاتبات به زبان‌های خارجی) را دریافت کرد و سپس در رشته علوم ارتباطات از دانشگاه ایلون میلان فارغ‌التحصیل شد.
از فیلم‌ها یا برنامه‌های تلویزیونی که وی در آن نقش داشته‌است می‌توان به یک جایی، پدر ماتئو، یک پزشک در خانواده و جنایت‌های غیرحرفه‌ای اشاره کرد.